# Cascading Strings
Cascading Strings (zu deutsch etwa „Streicher-Kaskaden“) bezeichnen einen Musikstil in der Orchestermusik. Hierbei spielen verschiedene Gruppen von Streichern dieselbe Musik, aber zeitlich leicht versetzt. Für das Publikum erscheint das wie ein Nachhall, was die Musik besonders satt klingen lässt. Der Stil wird auch als Tumbling Strings (zu deutsch „fallende Streicher“) bezeichnet. Er wurde zum Markenzeichen von Orchesterleiter Annunzio Mantovani; daher nennt man ihn auch Mantovani Sound.

## Geschichte

### Anlass
Anfang der 1950er Jahre perfektionierten amerikanische Arrangeure wie André Kostelanetz den Klang in der gehobenen Unterhaltungsmusik. Das betraf einerseits deren ausgefeilte Arrangements, andererseits die hochkarätige Besetzung der ausführenden Orchester. Das britische Plattenlabel Decca war begeistert von dem „amerikanischen“ Klang und wollte etwas genauso Erstklassiges produzieren.

### Entwicklung
Decca beauftragte dafür Annunzio Mantovani, der schon längere Zeit mit seinem Orchester bei Decca unter Vertrag stand. Mantovani befürchtete, dass man wohl nicht mit den perfekten amerikanischen Musikern mithalten könne und man daher einen anderen Klang entwickeln müsse, um sich von ihnen abzuheben. Zu dieser Zeit hatte Mantovani bereits lange mit dem Komponisten Ronald Binge zusammengearbeitet, und beide hatten das gleiche Gefühl für mitreißende Melodien auf hohem orchestralem Niveau.
Mantovani griff schließlich eine Idee von Binge auf. Dieser bemerkte, dass damals in der Unterhaltungsmusik in amerikanischen Orchestern eher wenig Streicher eingesetzt wurden. Binge schlug daher vor, Mantovani könne sein Orchester mit nur wenigen Blasinstrumenten, aber vielen Streichern besetzen, um sich vom „amerikanischen“ Klang abzuheben. Mantovani selbst nannte das “a mass of strings”:

“really, a mass of strings because it’s only a mass of strings that gives you a certain sound...”

„wirklich eine Menge Streicher, denn nur eine Menge Streicher ergibt einen gewissen Klang...“

Mantovani engagierte Binge für die Instrumentation. Binge erinnerte sich an Stücke von Claudio Monteverdi, die in Kirchen und großen Kathedralen aufgeführt wurden: Durch den Nachhall in diesen Gebäuden ergab sich eine besondere Atmosphäre. Binge wurde klar, dass Monteverdi sich dieses Effekts bewusst gewesen sein musste und sogar extra dafür komponiert hatte. Dies nahm Binge als Grundlage für seine eigenen Experimente:
- Um den gewünschten Nachhall-Effekt zu erzielen (der auch irrtümlicherweise „Echo“-Effekt genannt wurde), spielte ein Teil der Streicher die Melodie, während ein anderer Teil dieselbe Melodie spielte – dies aber zeitlich versetzt um den Bruchteil einer Sekunde.[10] Der Violinist Sidney Sax, der u. a. in Mantovanis Orchester spielte, fasste das wie folgt zusammen:

“You have a chord structure and chords move along together and what Binge would do, he would take one note away from the chord and shift it into the next bar and it would create a different sound. It sounded as though you had left something behind – an echo.”

„Man hat eine Akkordstruktur und die Akkorde bewegen sich zusammen, und was Binge getan hat, war, eine Note aus dem Akkord zu entfernen und sie in den nächsten Takt zu verschieben, und das ergab einen neuen Klang. Es klang, als hätte man etwas zurückgelassen – ein Echo.“

- Außerdem gab es anfangs noch den Kaskaden-Effekt: Hier spielten die Geigen Arpeggien über den tiefer klingenden Streichinstrumenten oder kurze Läufe. Später, als Binge Mantovani verließ, verschwand der „Kaskaden-Effekt“ größtenteils. Von den meisten Zuhörern wurde der verbleibende Nachhall-Effekt als „kaskadierend“ aufgefasst.[10]

### Umsetzung
Die erste deutliche Verwendung fand der „Cascading Strings“-Stil im Lied Charmaine, das Binge für Mantovanis Orchester neu arrangiert hatte. Weder Mantovani noch seine Musiker waren damals eingeweiht: Die Neuerungen kamen für sie alle völlig überraschend. Mantovani hatte anfangs noch Zweifel und fragte sich, was Binge nur vorhabe. Aber als die Musiker zu spielen begannen, klang es schön und das Orchester war begeistert. Dennoch machte sich Mantovani noch Sorgen:

“Well, when an orchestra is delighted, I start worrying. It’s too good as a rule [...]”

„Nun, wenn ein Orchester begeistert ist, mache ich mir Sorgen. Das ist in der Regel zu gut [...]“

### Ergebnis
Mantovanis/Binges Charmaine wurde schließlich zum Welthit: Es wurden über eine Million Singles verkauft. Das Lied wurde für Mantovani und sein Orchester „so etwas wie eine Erkennungsmelodie, die er noch einige weitere Male neu aufnahm.“
In der Folge landete Mantovani viele weitere Hits im Stil der „Cascading Strings“. Der Stil wurde zum Markenzeichen von Mantovani und seinem Orchester.
Im Laufe der Zeit wurde der Stil auch von vielen anderen Orchestern angewandt. Er wurde zu einem Kennzeichen des „Easy Listening“-Genres.